# Klóranil
A klóranil szerves vegyület, kinon, kémiai képlete C6Cl4O2. Másik neve tetraklór-1,4-benzokinon. Sárga színű, szilárd anyag. Az alapvegyület benzokinonhoz hasonlóan a klóranil molekulája is síkalkatú, enyhe oxidálószer.

## Reagens
A klóranil a benzilnél erősebb hidrogénakceptor. Aromitizálási reakciókban, például a ciklohexadién benzolszármazékokká történő alakítása során használják.
A klóranilt felhasználják szabad szekunder aminok kimutatására. A vizsgálat jól használható a prolinszármazékok jelenlétének igazolására, de segítségével tesztelhető a szekunder aminok védőcsoportjának eltávolítása is. A szekunder aminok a p-klóranillal barna/vörös/narancssárga származékok keletkezése közben reagálnak, a szín az amintól függően változhat. A reakció során az amin a kinongyűrűhöz kapcsolódó klóratomot helyettesíti.

## Fordítás
Ez a szócikk részben vagy egészben  a   Chloranil című angol Wikipédia-szócikk ezen változatának fordításán alapul.  Az eredeti cikk szerkesztőit annak laptörténete sorolja fel. Ez a jelzés csupán a megfogalmazás eredetét és a szerzői jogokat jelzi, nem szolgál a cikkben szereplő információk forrásmegjelöléseként.